# John Toland (Philosoph)

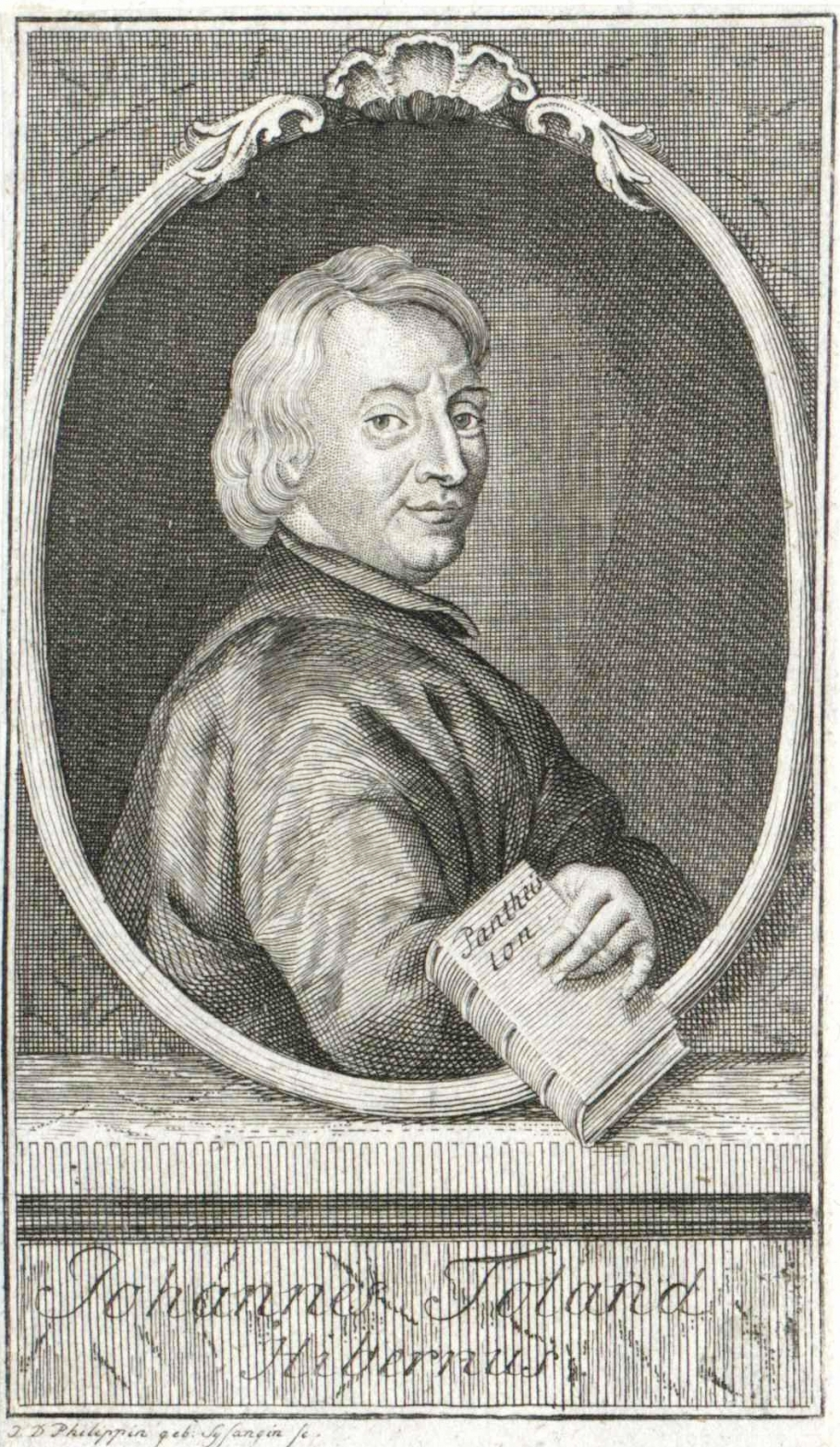
John Toland (Johannes Toland Hibernus)

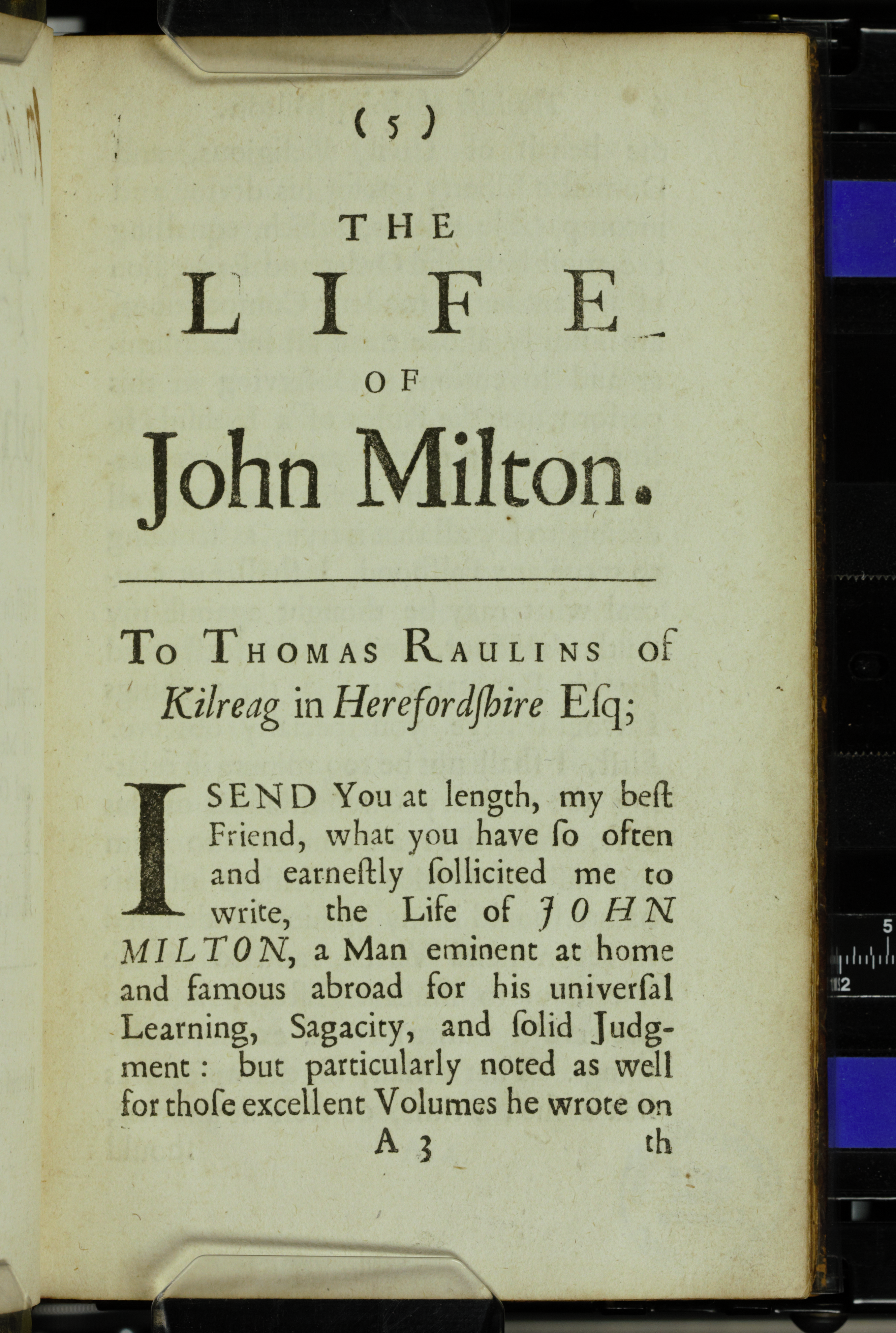
The Life of John Milton (erste Seite)

John Toland (* 30. November 1670 in Inishowen, Irland; † 11. März 1722 in Putney bei London) war ein irischer Freidenker der Aufklärung.

Als Sohn katholischer Eltern konvertierte Toland 1687 zum Protestantismus. Er studierte in Glasgow, Edinburgh und Leiden Theologie und Philosophie. 1696 veröffentlichte der frühe Aufklärer seine Schrift Christianity not Mysterious, in der er im Anschluss an John Locke darlegte, dass das Christentum mit menschlicher Vernunft zu erfassen sei. Das Werk wurde 1697 in Dublin öffentlich verbrannt. Sein Autor flüchtete nach London. Dort veröffentlichte er 1699 eine Gesamtausgabe einschließlich einer Biografie des bekannten, aber ebenfalls umstrittenen Dichters John Milton, was wiederum auf Anfeindungen stieß. Dagegen wehrte er sich mit seiner Schrift Amyntor.
1701 bereiste er die deutschen Länder, traf Kurfürstin Sophie von Hannover und Königin Sophie Charlotte von Preußen, denen er sich sehr verbunden fühlte. An Sophie von Preußen waren seine Letters to Serena (Briefe an Serena) 1704 gerichtet. Die Welt sieht er nun als göttlich an, den Glauben an eine individuelle Unsterblichkeit lehnt er ab. Damit vertrat er pantheistische Ideen und bezeichnete sich selbst als erster als Pantheist. 1709 bereiste er abermals Deutschland und Holland und veröffentlichte Adeisidaemon. Sehr viel später folgte Nazarenus, or, Jewish, Gentile, and Mahometan Christianity und schließlich das Werk Pantheisticon.

## Ausgaben und Übersetzungen
- John Toland: Amyntor; or, a Defence of Milton's Life. Booksellers of London and Westminster, London, 1699.
- John Toland: Briefe an Serena (1704), Berlin (Ost) 1959 (Über den Aberglauben, Über Materie und Bewegung).
- John Toland: Origines Judaicae (1709)
- John Toland: Gründe für die Einbürgerung der Juden in Großbritannien und Irland (1714), hrsg. v. Herbert Mainusch, Stuttgart 1965 (Einleitung, englischer Text und deutsche Übersetzung).
- John Toland: Das Pantheistikon (1720), Leipzig 1897.
- John Toland: Nazarenus. Hrsg. von Justin Champion. Voltaire Foundation, Oxford 1999, ISBN 0-7294-0561-3 (Edition mit ausführlicher Einleitung)
- Michael Palmer: Adeisidaemon. Vernunft zwischen Atheismus und Aberglauben. Materialismus und Commonwealth bei John Toland. Mit einer Neuausgabe und Übersetzung von Tolands Adeisidaemon & Origines Judaicae, Dissertation, Berlin 2002. E-Book